# Arrondissement Bar-sur-Aube
Bar-sur-Aube is een arrondissement van het Franse departement Aube in de regio Grand Est. De onderprefectuur is Bar-sur-Aube.

## Kantons
Het arrondissement was tot 2014 samengesteld uit de volgende kantons:
- Kanton Bar-sur-Aube
- Kanton Brienne-le-Château
- Kanton Chavanges
- Kanton Soulaines-Dhuys
- Kanton Vendeuvre-sur-Barse

Na de herindeling van de kantons bij decreet van 21 februari 2014 met uitwerking op 22 maart 2015 zijn dat :
- Kanton Bar-sur-Aube
- Kanton Brienne-le-Château (43/53)
- Kanton Vendeuvre-sur-Barse (13/37)